# Ленокс (Айова)
Ленокс (англ. Lenox) — місто (англ. city) в США, в округах Тейлор і Адамс штату Айова. Населення — 1339 осіб (2020).

## Географія
Ленокс розташований за координатами 40°52′59″ пн. ш. 94°33′31″ зх. д. / 40.88306° пн. ш. 94.55861° зх. д. (40.883183, -94.558647).  За даними Бюро перепису населення США в 2010 році місто мало площу 5,34 км², з яких 5,13 км² — суходіл та 0,21 км² — водойми.

## Демографія
Згідно з переписом 2010 року, у місті мешкало 1407 осіб у 609 домогосподарствах у складі 344 родин. Густота населення становила 264 особи/км².  Було 664 помешкання (124/км²).
Расовий склад населення:
| - 91,3 % — білих - 0,4 % — чорних або афроамериканців - 0,4 % — азіатів - 7,0 % — осіб інших рас |

До двох чи більше рас належало 0,9 %. Частка іспаномовних становила 19,8 % від усіх жителів.
За віковим діапазоном населення розподілялося таким чином: 24,0 % — особи молодші 18 років, 54,0 % — особи у віці 18—64 років, 22,0 % — особи у віці 65 років та старші. Медіана віку мешканця становила 42,0 року. На 100 осіб жіночої статі у місті припадало 95,4 чоловіків;  на 100 жінок у віці від 18 років та старших — 94,9 чоловіків також старших 18 років.
Середній дохід на одне домашнє господарство  становив 49 153 долари США (медіана — 36 741), а середній дохід на одну сім'ю — 54 074 долари (медіана — 41 429). Медіана доходів становила 39 423 долари для чоловіків та 31 125 доларів для жінок. За межею бідності перебувало 18,1 % осіб, у тому числі 21,9 % дітей у віці до 18 років та 9,7 % осіб у віці 65 років та старших.
Цивільне працевлаштоване населення становило 688 осіб. Основні галузі зайнятості: виробництво — 31,5 %, освіта, охорона здоров'я та соціальна допомога — 24,4 %, роздрібна торгівля — 9,3 %, будівництво — 7,3 %.